# Jerzy Bętkowski
Jerzy Bętkowski (ur. 29 maja 1929 w Krakowie, zm. 10 czerwca 2017) – polski koszykarz występujący na pozycji rozgrywającego, reprezentant Polski, wielokrotny medalista mistrzostw Polski, po zakończeniu kariery zawodniczej trener koszykarski.
W latach 1979–1992 pełnił funkcję trenera koordynatora w klubie Wisły Kraków. Od 1981 do 1988 roku sprawował stanowisko przewodniczącego Rady Trenerów PZKosz, natomiast w latach 1980–1998 był komisarzem technicznym FIBA, nadzorującym europejskie rozgrywki pucharowe.

## Osiągnięcia
Na podstawie, o ile nie zaznaczono inaczej.
Klubowe
- Mistrz:
  - Polski (1954)
  - I Igrzysk Ogólnopolskich Szkół Średnich (1949)
  - I Spartakiady Zrzeszeń Sportowych (1951)
- 2-krotny wicemistrz Polski (1952, 1956)
- 2-krotny brązowy medalista mistrzostw Polski (1957, 1958)
- Zdobywca Pucharu Polski (1952)
- Finalista Pucharu Polski (1953, 1958)

Reprezentacja
- Uczestnik Akademickich Mistrzostw Świata w Berlinie (1951 – 6. miejsce)

Trenerskie
- Mistrz Polski:
  - 1968, 1974, 1976[4]
  - juniorów (1964)
- 7-krotny wicemistrz Polski (1965 – asystent, 1966 – asystent, 1967, 1969, 1971, 1975, 1977)
- Brązowy medalista:
  - mistrzostw Polski (1970)
  - mistrzostw Europy jako II trener (1965, 1967)
- Finalista Pucharu Polski (1971)
- Uczestnik:
  - FIBA All-Star Game (1965)[5]
  - mistrzostw Europy jako asystent trenera (1965, 1967, 1975 – 8. miejsce)

Odznaczenia
- Złoty Krzyż Zasługi
- Krzyż Kawalerski Orderu Odrodzenia Polski
- Złota Odznaka:
  - „Za pracę społeczną dla miasta Krakowa”
  - „Za zasługi dla Ziemi Krakowskiej”
  - „Zasłużony Działacz Kultury Fizycznej”
  - PZKosz „Zasłużony dla Polskiej koszykówki”
  - Aspro Tours (Francja)
- Członek Honorowy:
  - Polskiego Związku Koszykówki
  - TS Wisła (2005)